# R. Madhavan
R. Madhavan (en tamil: ர.மாதவன்), (1 de junio de 1970, Jamshedpur), cuyo nombre verdadero es Madhavan Ranganathan. Es un actor, cantante ocasional y productor indio, uno de los artistas con una amplia trayectoria dentro de la filmografía del cine indio. Además, ha recibido una gran denominación de premios en su país de origen como también a nivel internacional. Una de las mejores denominaciones que recibió fue el de mejor actor indio en 2007. Actualmente es miembro a favor de la defensa y en contra del maltrato indiscriminado de los animales, él es miembro de la asociación Personas por el Trato Ético de los Animales (PETA).

## Filmografía
| Año  | Título                  | Personaje(s)      | Idioma      | Notas                                                                                                   |
| ---- | ----------------------- | ----------------- | ----------- | --- |
| 1997 | Inferno                 | Ravi              | Inglés      | |
| 1999 | Shanti Shanti Shanti    | Siddharth         | Canarés     | |
| 2000 | Alaipayuthey            | Karthik           | Tamil       | |
| 2000 | Ennavale                | James Vasanth     | Tamil       | |
| 2001 | Minnale                 | Rajesh            | Tamil       | |
| 2001 | Dumm Dumm Dumm          | Aditya            | Tamil       | |
| 2001 | Parthale Paravasam      | Madhava           | Tamil       | |
| 2001 | Rehna Hai Tere Dil Mein | Madhav Shastri    | Hindi       | Nominated: Zee Cine Award Best Male Debut Nominated: Star Screen Award for Most Promising Male Newcomer |
| 2002 | Kannathil Muthamittal   | Thiruchelvan      | Tamil       | Winner: Tamil Nadu State Film Award for Best Actor                                                      |
| 2002 | Run                     | Siva              | Tamil       | |
| 2002 | Dil Vil Pyar Vyar       | Krish             | Hindi       | |
| 2003 | Anbe Sivam              | Anbarasu          | Tamil       | |
| 2003 | Nala Damayanthi         | Ramji             | Tamil       | |
| 2003 | Lesa Lesa               | Deva Narayanan    | Tamil       | Guest Appearance                                                                                        |
| 2003 | Priyamana Thozhi        | Ashok             | Tamil       | |
| 2003 | Jay Jay                 | Jegan             | Tamil       | |
| 2004 | Nothing But Life        | Thomas Roberts    | Inglés      | |
| 2004 | Aethiree                | Subramani         | Tamil       | |
| 2004 | Aayitha Ezhuthu         | Inba Shekar       | Tamil       | Winner: Filmfare Best Tamil Supporting Actor Award                                                      |
| 2005 | Priyasakhi              | Sandhana Krishnan | Tamil       | |
| 2005 | Ramji Londonwaley       | Ramji Tiwari      | Hindi       | Also writer                                                                                             |
| 2006 | Rang De Basanti         | Ajay Rathod       | Hindi       | Guest appearance                                                                                        |
| 2006 | Thambi                  | Velu Thondaiman   | Tamil       | |
| 2006 | Rendu                   | Sakthi/Kannan     | Tamil       | |
| 2007 | Guru                    | Shyam Saxena      | Hindi       | |
| 2007 | Delhii Heights          | Himself           | Hindi       | Cameo appearance                                                                                        |
| 2007 | Aarya                   | Aarya             | Tamil       | |
| 2007 | That Four-Letter Word   | Himself           | Inglés      | Cameo appearance                                                                                        |
| 2007 | Evano Oruvan            | Sridhar Vasudevan | Tamil       | Also producer and writer                                                                                |
| 2008 | Vaazhthugal             | Kathiravan        | Tamil       | |
| 2008 | Mumbai Meri Jaan        | Nikhil Agarwal    | Hindi       | |
| 2008 | Tipu Kanan Tipu Kiri    | Himself           | Malayo      | Cameo appearance                                                                                        |
| 2009 | Yavarum Nalam           | Manohar           | Tamil Hindi | Simultaneously made in Hindi as, 13B                                                                    |
| 2009 | Guru En Aalu            | Guru              | Tamil       | Post-Production                                                                                         |
| 2009 | Naan Aval Adhu          | Aditya            | Tamil       | Post-Production                                                                                         |
| 2009 | Sikandar                | Rajesh Rao        | Hindi       | Post-Production                                                                                         |
| 2009 | Teen Patti              |                   | Hindi       | Filming                                                                                                 |
| 2009 | 3 Idiots                | Farhan Qureshi    | Hindi       | Filming                                                                                                 |
| 2009 | Sunglass                |                   | Hindi       | Delayed                                                                                                 |